# Cantó de Corte
El cantó de Corte és una divisió administrativa francesa situat al departament de l'Alta Còrsega i a la Col·lectivitat Territorial de Còrsega.

## Geografia
El cantó és organitzat al voltant de Corte dins el districte de Corte. La seva alçària varia de 229 m a 2.626 metres amb una alçària mitjana de 167 m.

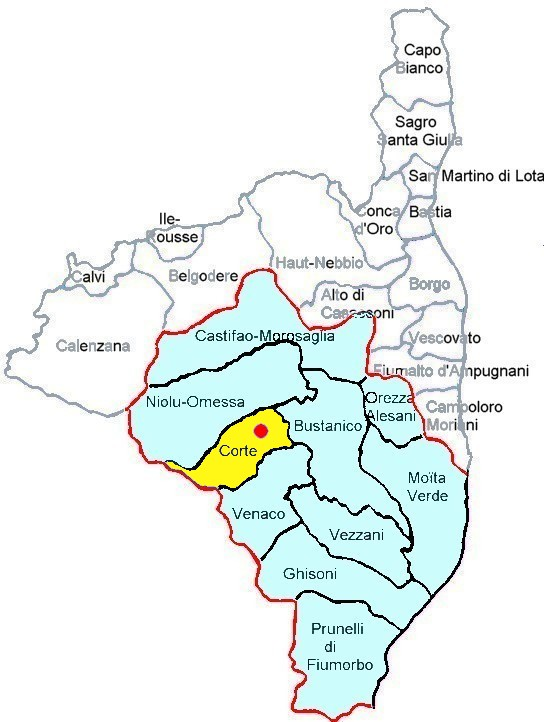
Localització del cantó de Corte

## Administració
| Període | Identitat             | Partit | Qualitat |  |
| ------- | --------------------- | ------ | -------- |  |
| 2004    | Pierre-Joseph Ghionga |        |          |  |

## Composició
| Nom   | Població | Codi Postal | Codi Insee |  |
| ----- | -------- | ----------- | ---------- |  |
| Corte | 6 329    | 20250       | 2B096      |  |